# 尾道水道
尾道水道（おのみちすいどう）は広島県尾道市にある瀬戸内海の水道である。尾道の中心市街地がある本州と向島を隔てる。通称「尾道海峡」と呼ばれることもある。

## 概要

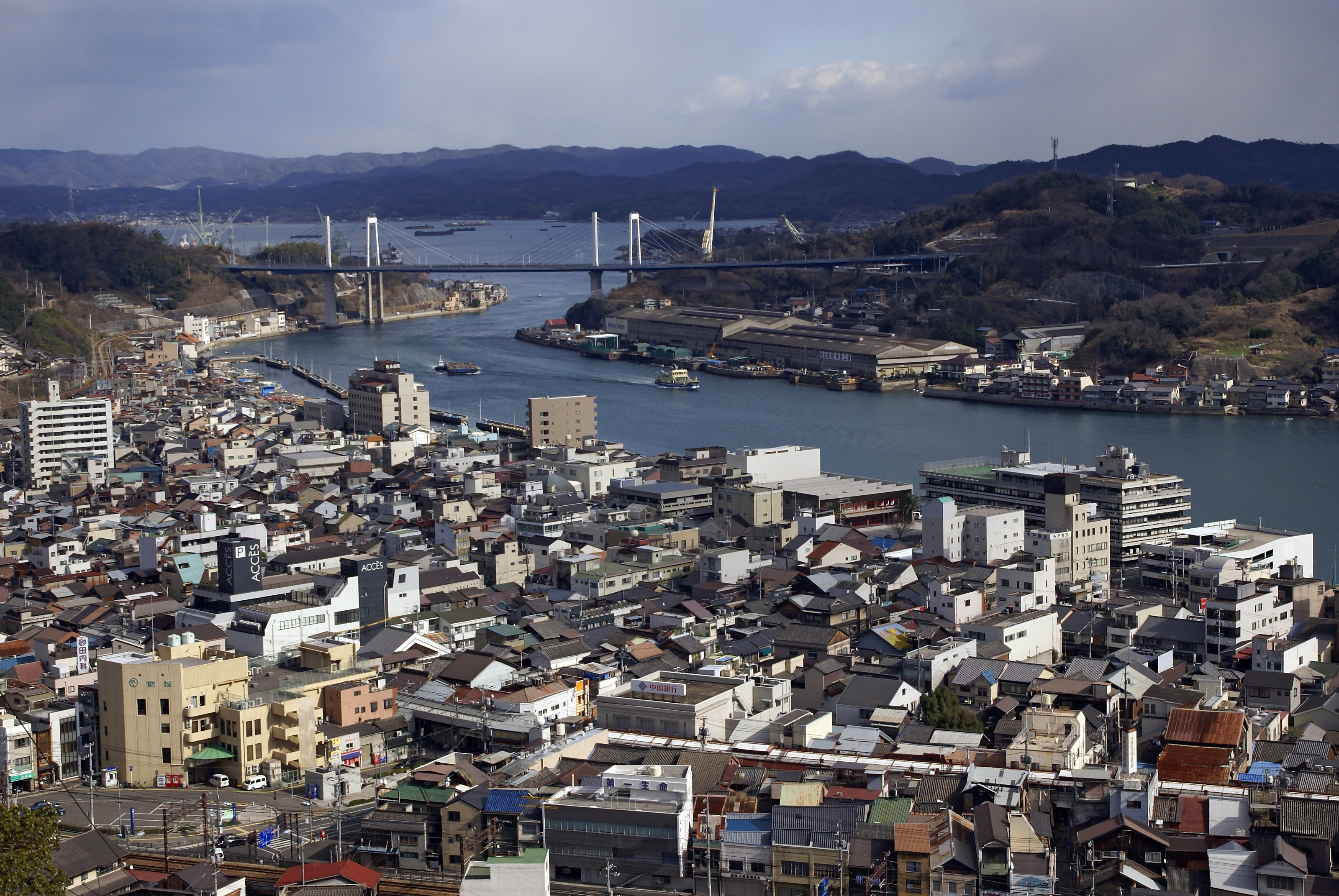
千光寺公園から尾道大橋を望む

尾道水道は、広島県尾道市の瀬戸内海のうち、本州と向島に挟まれた東西に長い幅約200から300メートルの狭隘部の呼称である。尾道水道沿岸には重要港湾に指定されている尾道糸崎港尾道港区が立地し、古くから瀬戸内航路の主要商港として機能して来た。
尾道市街地はこの尾道港を中心とし水道に面した沿岸域に所在し、水道に南面する本州側には尾道市中心市街地、また北面する向島には造船所、そしてこれに続く内陸側平坦地には住宅地が形成されている。
水道には向島と本州側尾道市街地を結ぶ生活交通網として3本のフェリー航路と2本の橋梁（尾道大橋と新尾道大橋）が整備されている。
なお、水道の西端に位置する鯨島（三原市）と岩子島（尾道市）は、それぞれクジラとイワシが毎年出現していた事から命名されたとされており、中世までは尾道水道が海洋生物の回遊経路として機能していた事がうかがえる。

## 橋
- 尾道大橋
- 新尾道大橋（西瀬戸自動車道）

## フェリー航路

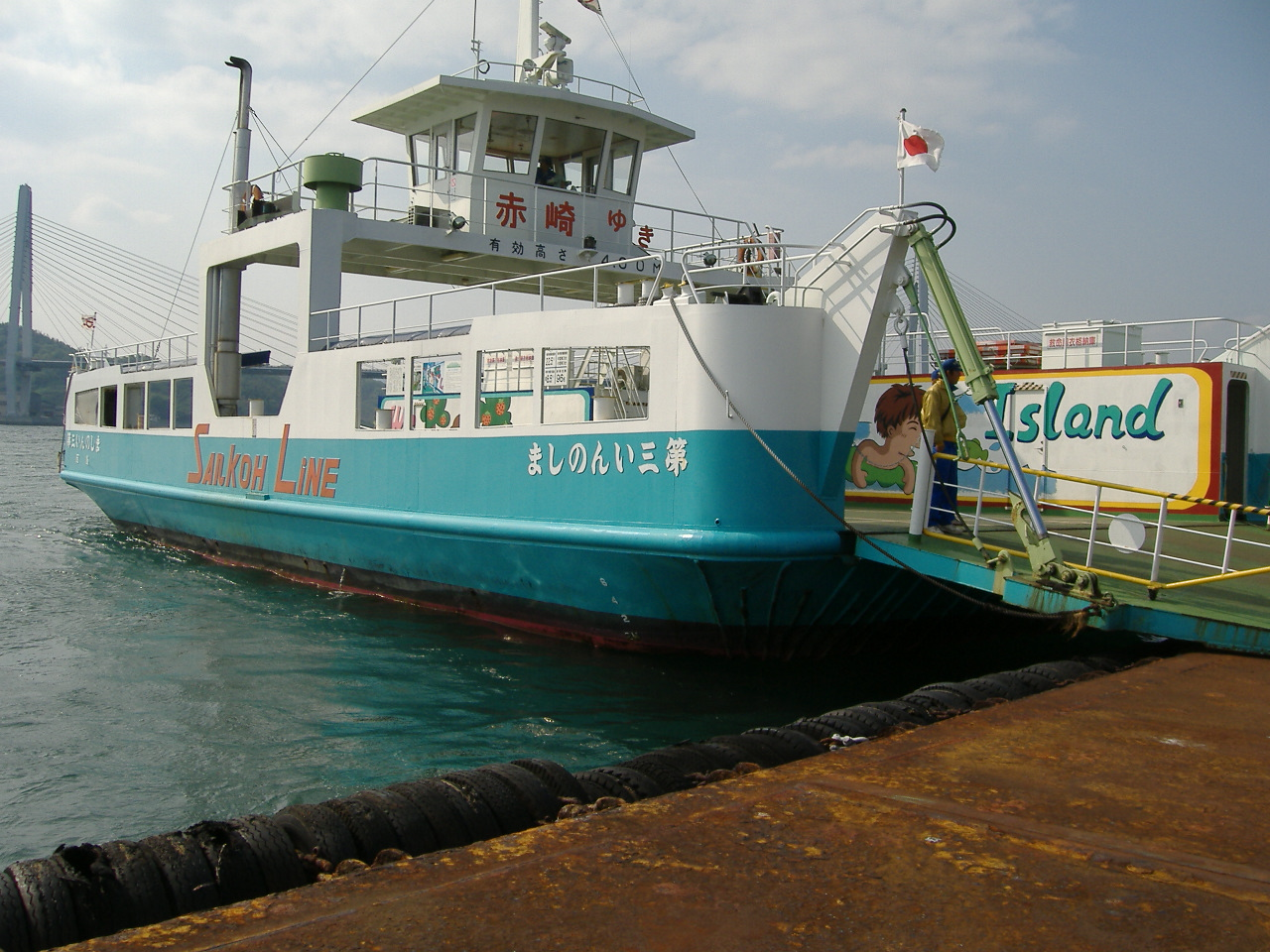
第三いんのしま丸（三光汽船）

2025年3月31日に福本フェリー（旧福本渡船）が廃業したことで、同年4月から尾道水道の航路は第3セクターの2航路となっている。
いずれも前者が向島側、後者が尾道市街地側である。こちらも参照。
- おのみち渡し船（旧：歌戸運航）
  - 兼吉～土堂航路[4]
  - 富浜～駅前航路[4]

## 交通アクセス
- 山陽本線 尾道駅から徒歩10分

## 関連画像

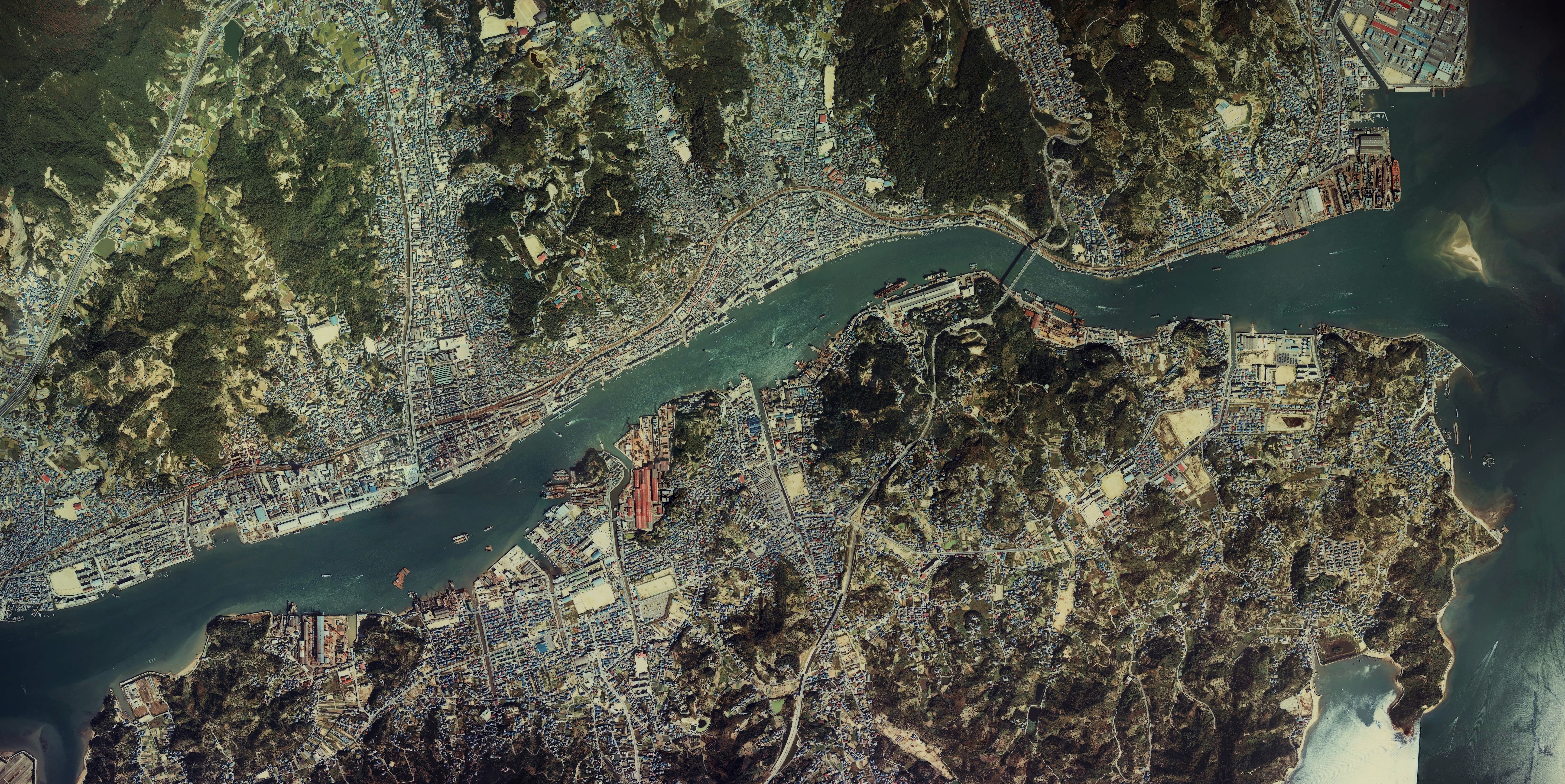
尾道水道周辺の空中写真[注 1]。水道東側（右側）に架けられた橋は尾道大橋。この写真が撮影された1981年（昭和56年）には新尾道大橋はまだ建設されていない。
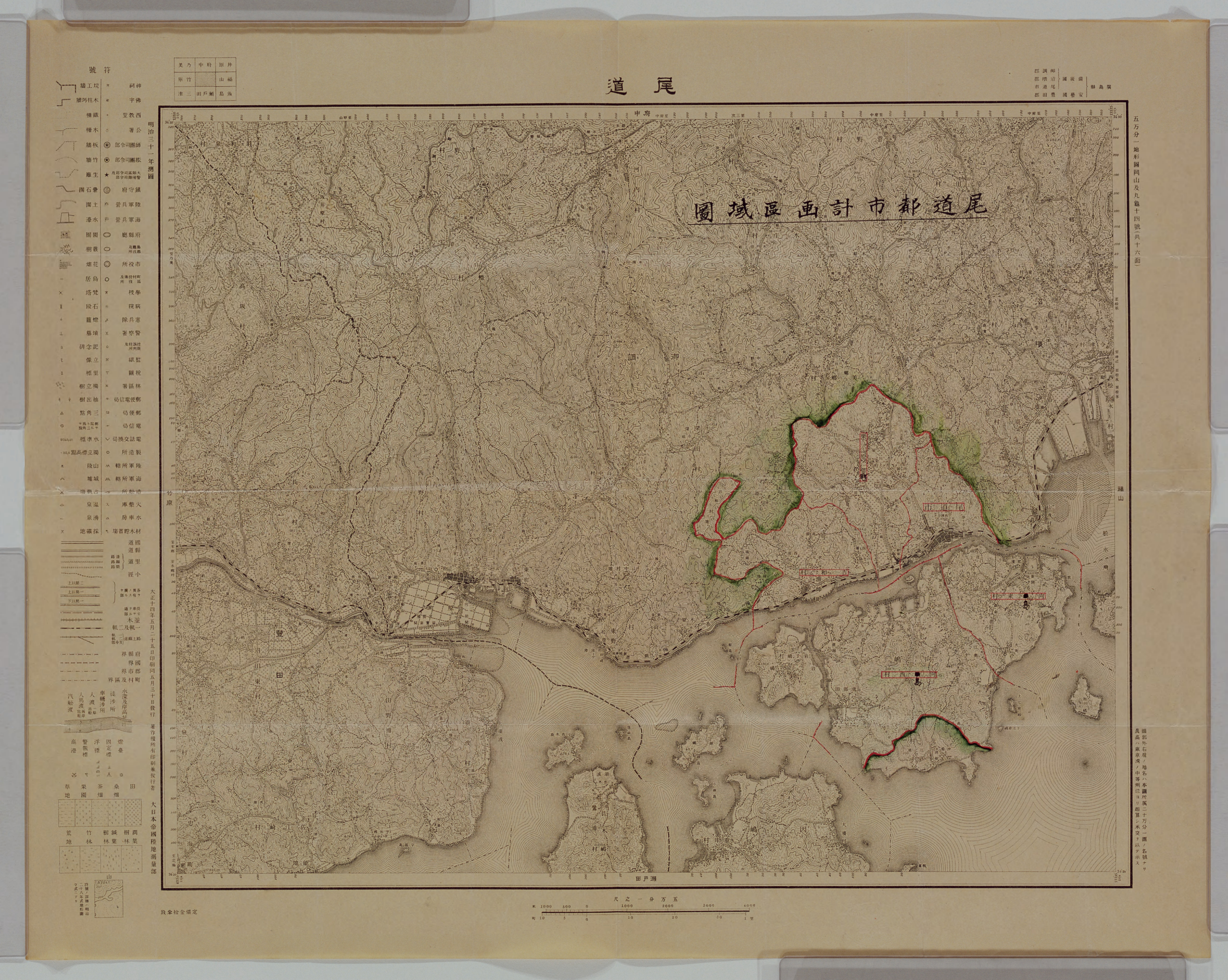
1929年の尾道都市計画区域図
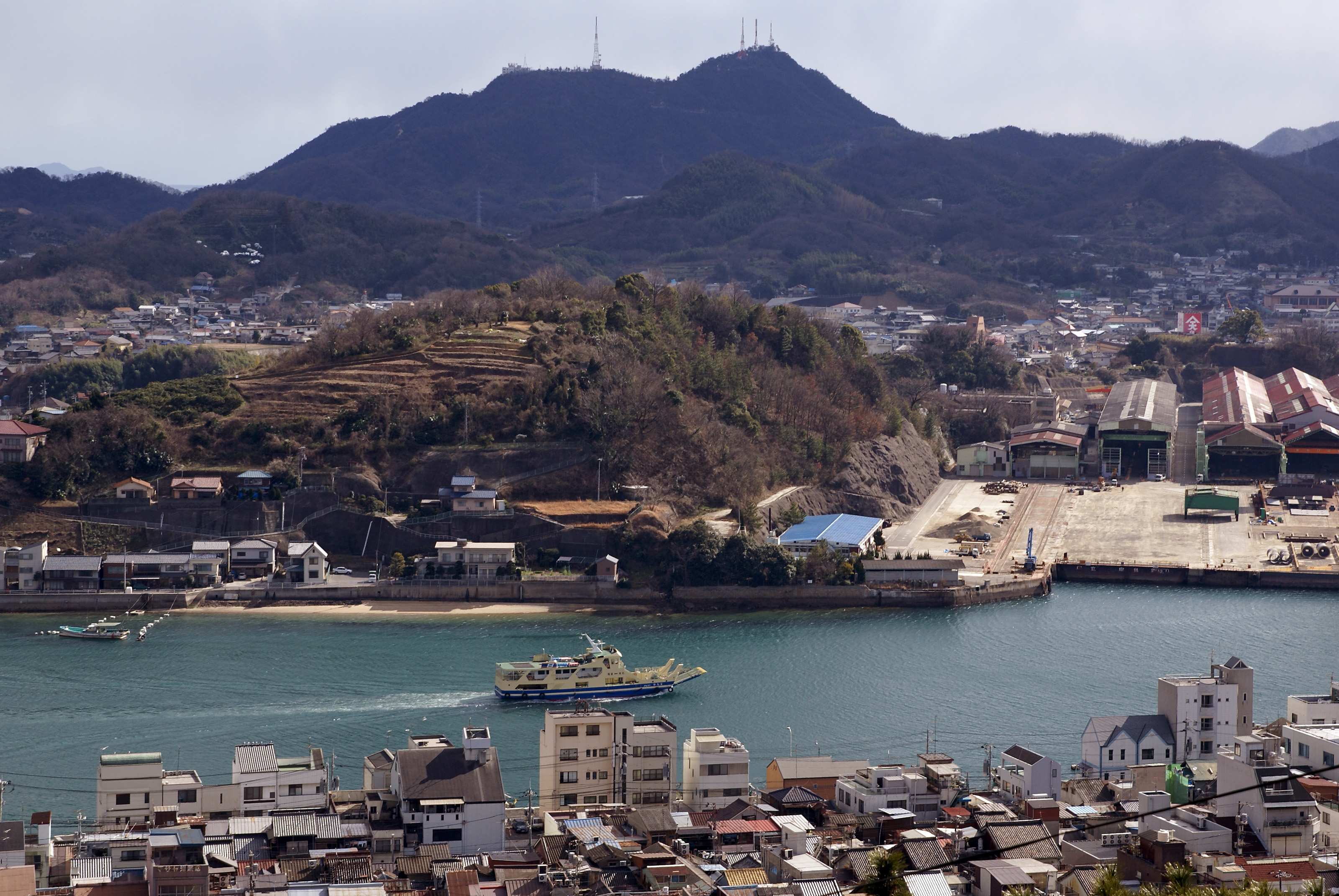
JFE商事造船加工前